# دونات
دونات نوعی فرآورده قندی سرخ کردنی یا دسر است. دونات در بسیاری از کشورها خوراکی محبوب است و می‌توان آن را در اشکال مختلف به عنوان میان‌وعده‌ای شیرین به صورت خانگی آماده یا از بیرون تهیه کرد.
دونات اولین بار در قرن ۱۹ توسط مهاجران هلندی در آمریکا پخته شده است اما روایت دیگری نیز وجود دارد که یک قناد جوان ۱۶ ساله آمریکایی، ادعا کرده است که دونات حلقه ای شکل را در سال ۱۸۴۷ میلادی روی عرشه یک کشتی تجاری پخته است.
او گفته است که برای پخت دونات از تکنیک‌هایی که مادر او به او آموخته استفاده کرده و برای سوراخ مرکزی دونات از قلع جعبه کشتی استفاده کرده است و این گونه می‌گویند که برای ادویه و طعم دونات از جوز، دارچین، فندق یا گردو و پوست گردو استفاده کرده است.
همچنین محبوبیت شیرینی دونات در آمریکا آنقدر زیاد است که اولین جمعه ماه ژوئن را روز جهانی دونات نامیده‌اند.
طعم شیرینی دونات با آن بافت پفکی و تردش یک شیرینی بسیار محبوب در میان کودکان و بزرگسالان برای وعده صبحانه همراه شیر یا یک میان‌وعده دلپذیر همراه با چای است.

امروزه با در دست داشتن موادهای اولیه بسیار زیاد و متنوع و ابزارهای حرفه ای در زمینه شیرینی پزی می‌توان دونات‌های بسیار خوشمزه با ظاهری فانتزی و جذاب برای جشن‌ها و میهمانی‌ها تولید کرد.

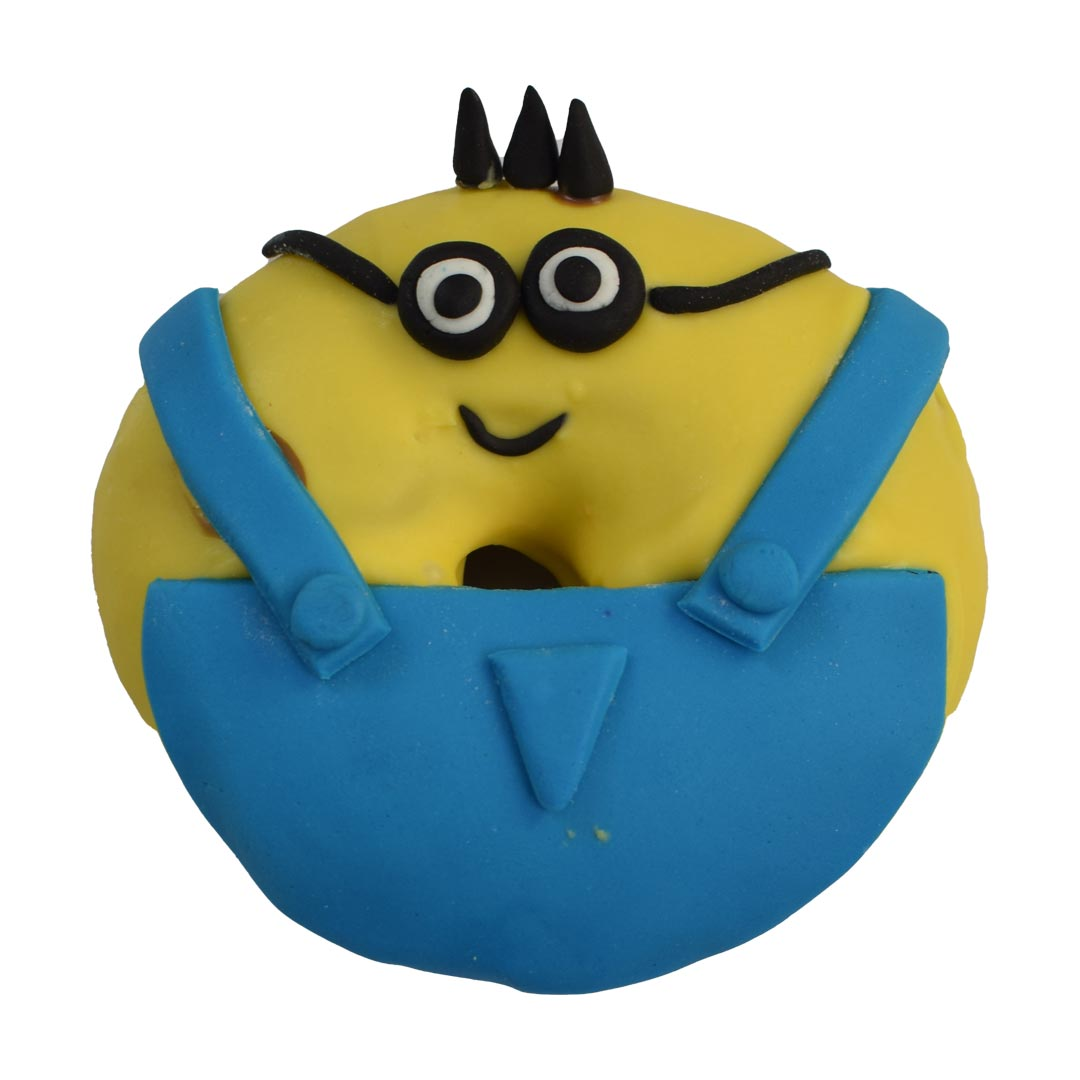
عکس دونات تزئین‌شده

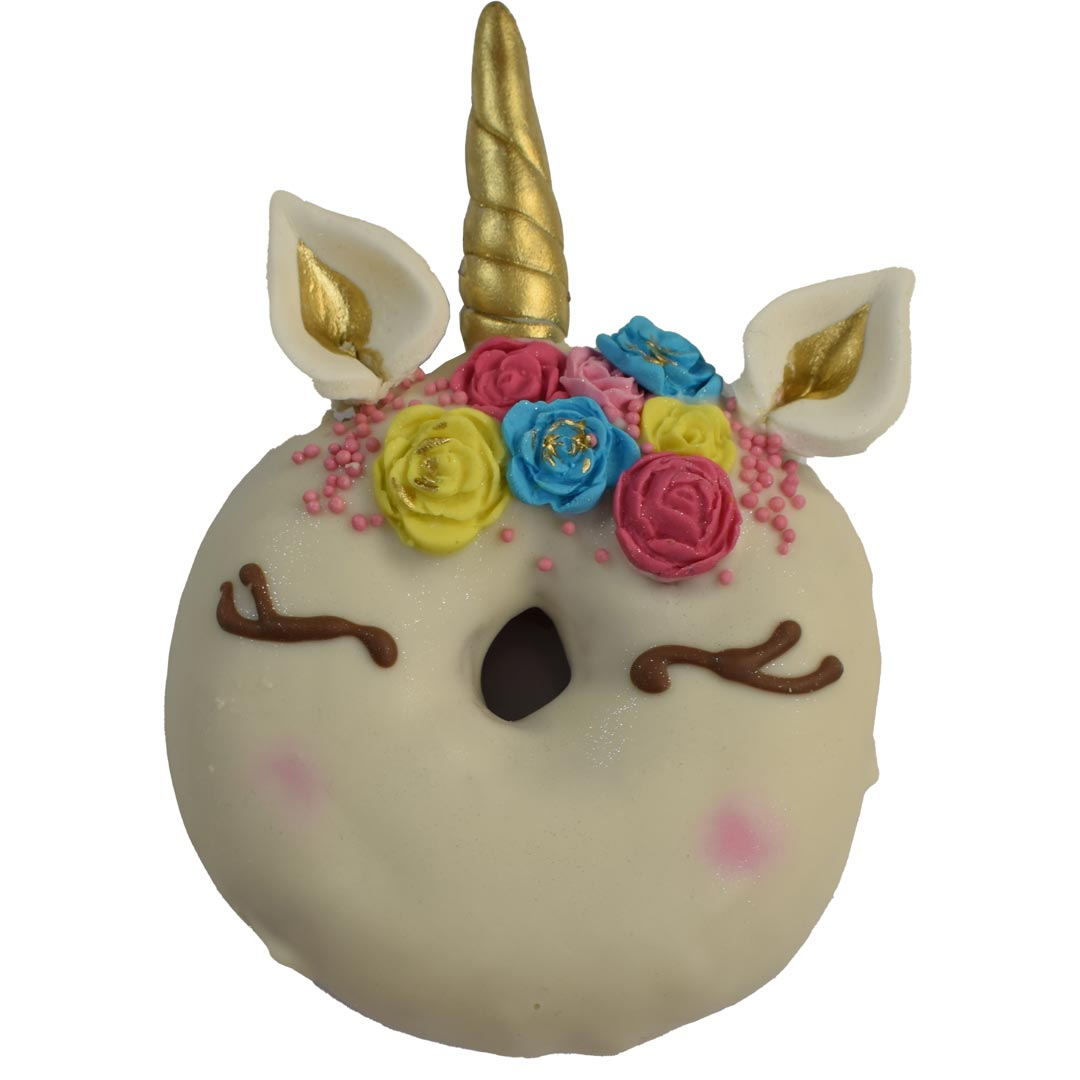
عکس دونات تزئین‌شده

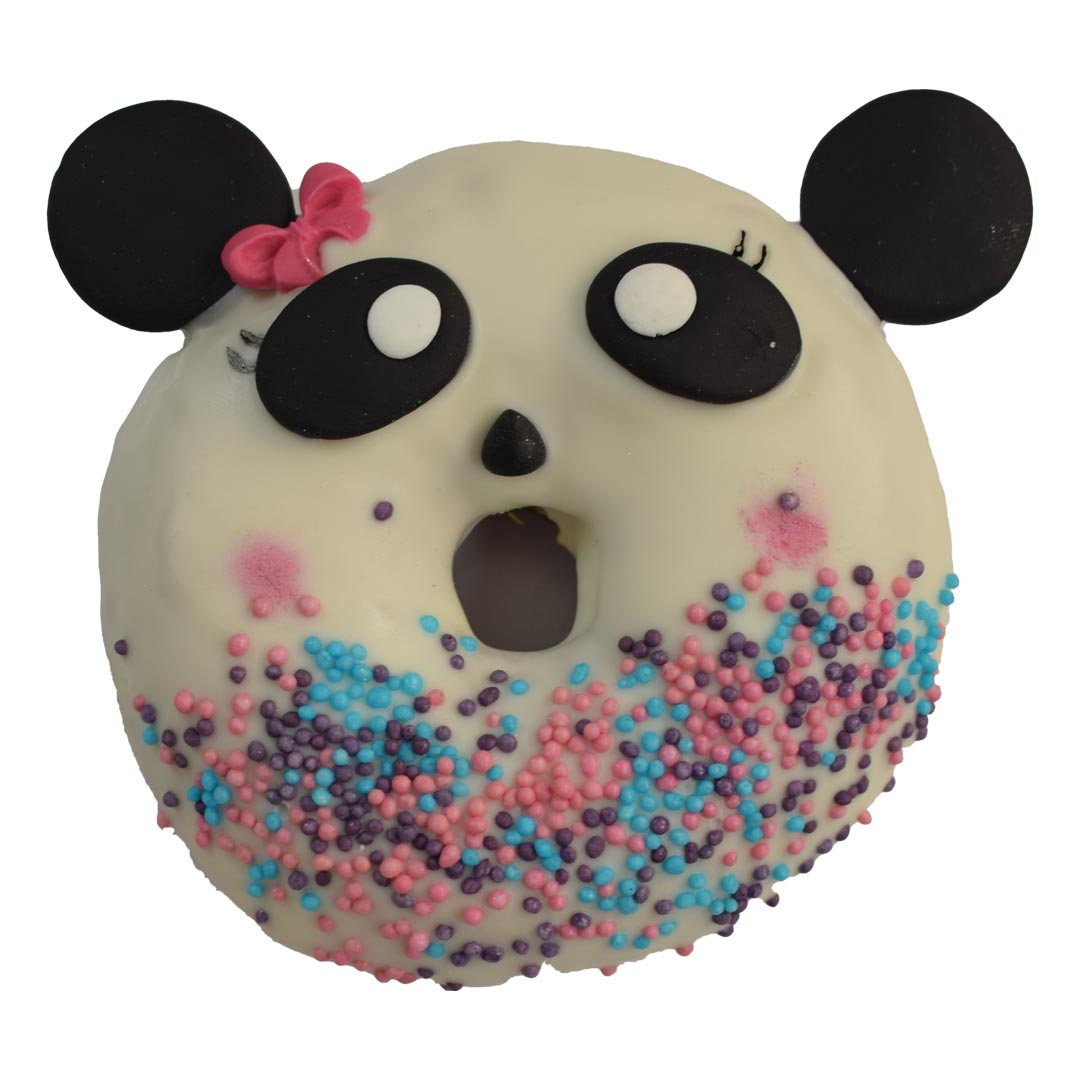
عکس دونات تزئین‌شده

## نگارخانه
برخی از دونات‌های ارائه شده توسط فروشگاه‌های دانکن دوناتس با کالری بین ۳۰۰ تا ۴۰۰ برای هر عدد.

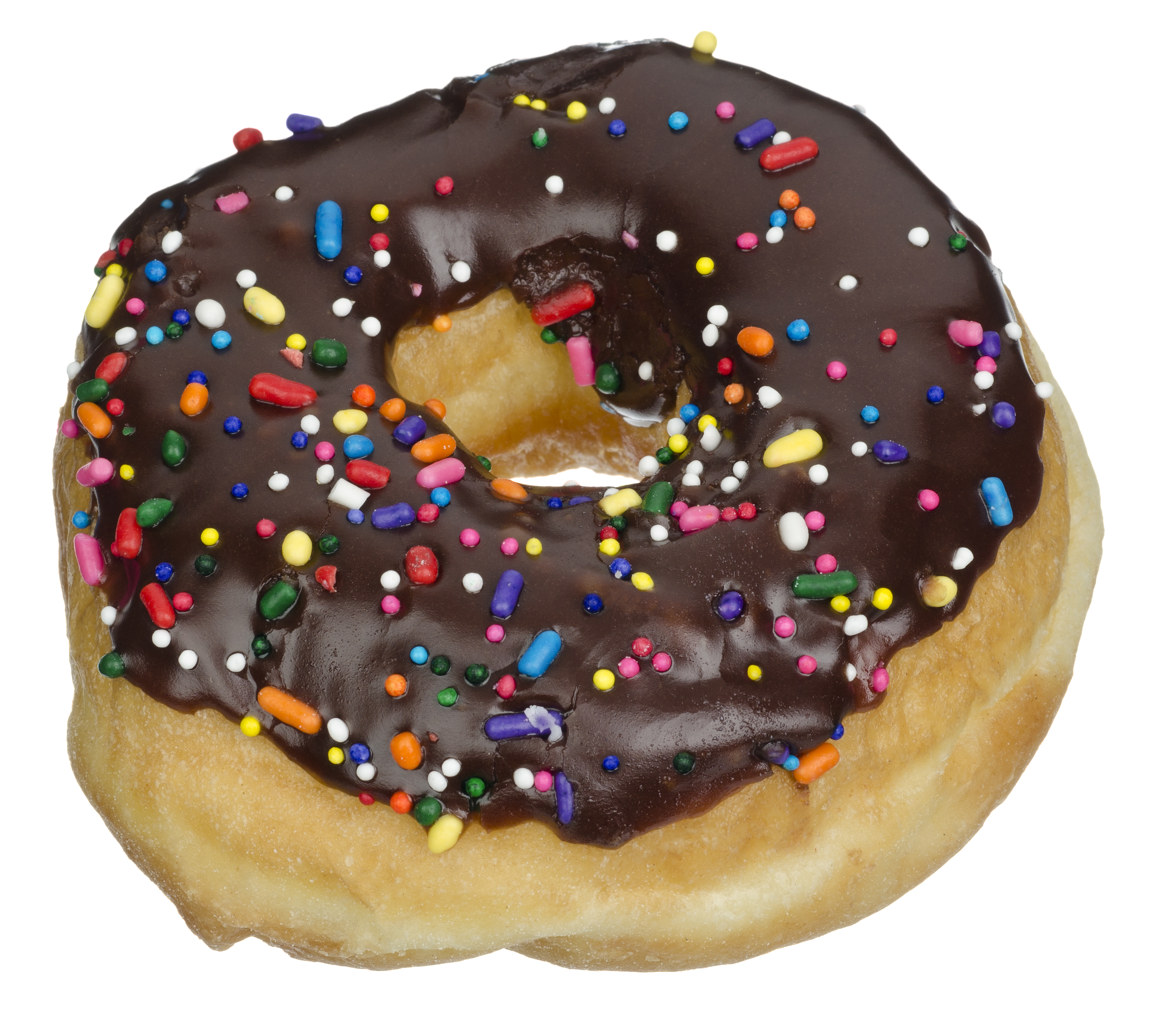
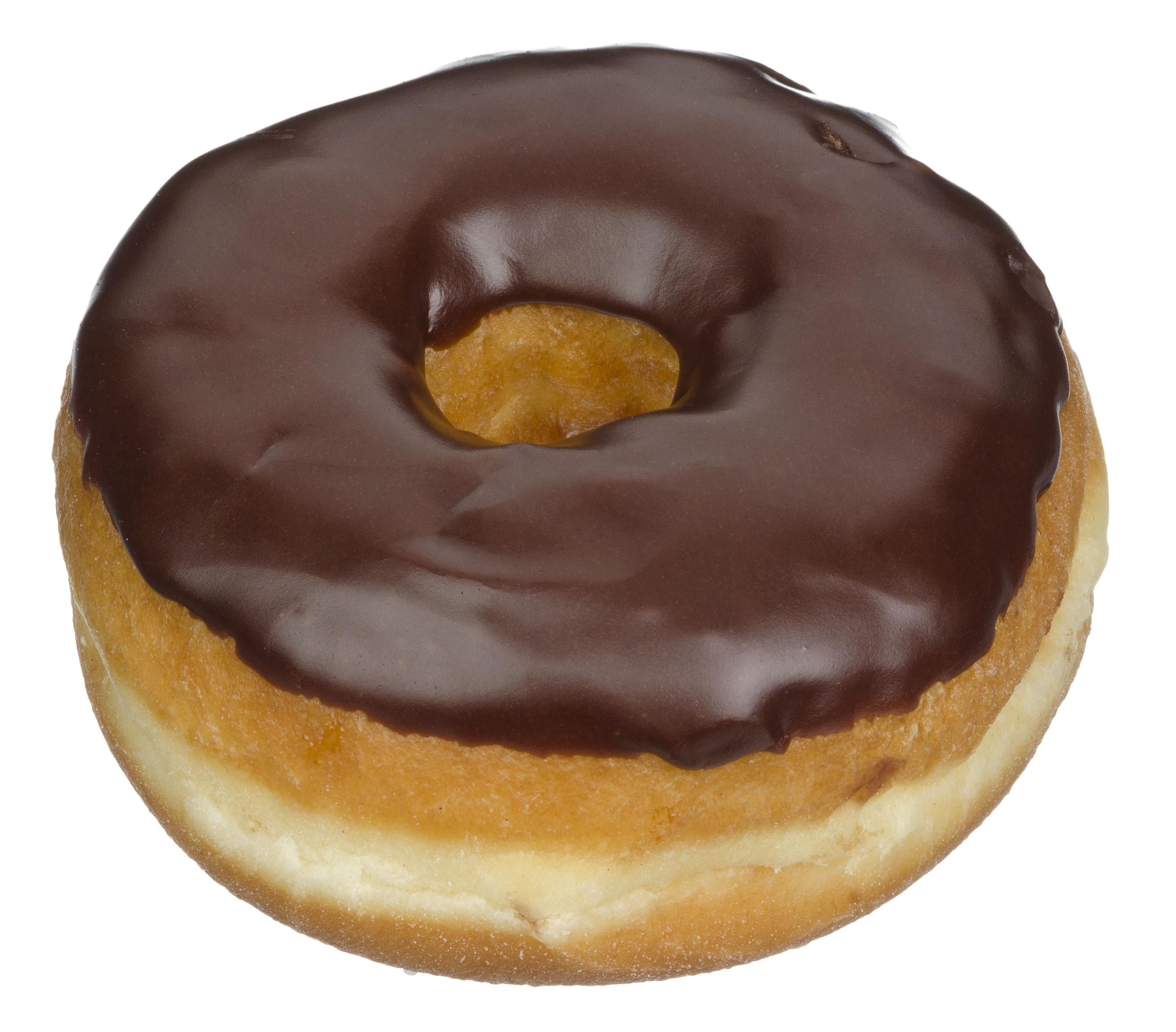
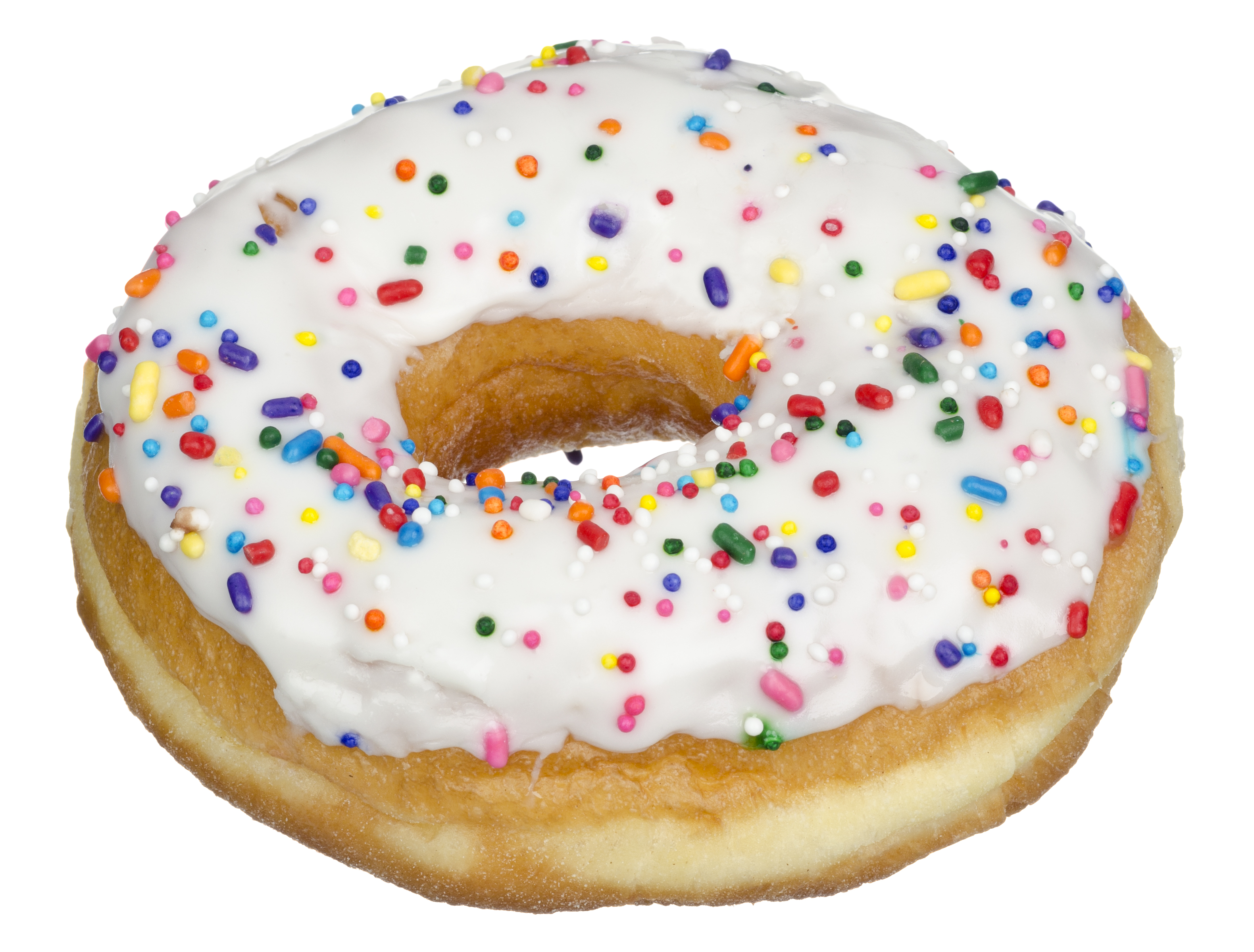